# 카불주
카불주(파슈토어: د کابل ولايت, 다리어: ولایت کابل)는 아프가니스탄을 구성하는 주의 하나이다. 아프가니스탄의 동부에 위치하고, 수도인 카불을 주도로 한다. 아프가니스탄에서는 얼마 안되는 도시화가 진행된 지역인데, 아프가니스탄에서 가장 작은 주에 230만 명 이상의 인구가 집중하고 있다. 거의 카불시 전역만을 가리키는 자치체이며, 주 정부와 시 정부 등 아프가니스탄이 연방 국가가 아닌 점에서 중앙 정부라고 하는 삼중 정부가 위치해 있어서, 개혁이 검토되고 있다.

## 주민
카불 주의 주요 민족은 파슈툰족이다. 다른 민족은 하자라족, 타지크족, 투르크멘족, 우즈벡족, 발루치족이다.
85%가 수니파 이슬람교를 믿는다. 반면에 14%가 시아파 이슬람교, 다른 사람들은 시크교, 힌두교, 유대교, 불교를 믿는다.

## 같이 보기
- 아프가니스탄의 주